# 친롄 웨어
친롄 웨어또는 진련월어는 중화인민공화국 광시 좡족 자치구 해안지대에서 사용되는 웨어(월어)의 방언이다.

## 명칭
친롄(欽廉)은 친저우시와, 허푸현(롄저우)에서 따왔다. 한때 광시 지역의 일부였으나, 오랫동안 광둥성 밑에 있다가 중화인민공화국 수립 이후 광시좡족자치구로 편입되었다.